# Vladimir Oskarovič Kappel'
Vladimir Oskarovič Kappel' (in russo Влади́мир О́скарович Ка́ппель?) (San Pietroburgo, 16 aprile 1883 – Tulun, 26 gennaio 1920) è stato un generale russo.
Fu nominato prima capitano nel 1915 e poi generale tre anni più tardi. Partecipò alla prima guerra mondiale e poi alla guerra civile russa. Fu uno dei comandanti delle armate bianche in Siberia e poi sul fronte occidentale, e infine comandante in capo e braccio destro di Aleksandr Kolčak.

## Biografia

### Primi anni
Kappel' nacque in una famiglia di origini danesi. Si diplomò presso il Corpo dei paggi a San Pietroburgo e poi frequentò la Scuola di Cavalleria Nikolaevskoe e l'Accademia Nikolaevskaja, dove si diplomò nel 1913. Si era segretamente sposato con Ol'ga Strolman, figlia di un ricco costruttore di cannoni francese nel 1909, dal quale ebbe due figli: Tat'jana e Cyrille. Povero soldato, le relazioni con la famiglia di Ol'ga si normalizzano anni più tardi, quando diventa ufficiale e riceve, l'8 maggio 1913, l'Ordine di Sant'Anna.

### Prima guerra mondiale
Durante la prima guerra mondiale, Kappel' fa rapidamente carriera: viene promosso capitano nel novembre 1915 e serve nella 1ª armata russa. Il 18 marzo 1916, viene trasferito all'Ufficio del capo-maggiore delle armate del Sud-Ovest, dove il generale Aleksej Brusilov stava mettendo al punto l'offensiva che porterà il suo nome e considerata la più grande vittoria della Triplice intesa di tutta la guerra. Con altri ufficiali di stato maggiore, Kappel' traccia i piani che porteranno alla vittoria.
Dal mese di giugno al 12 agosto 1916, Kappel' è temporaneamente assegnato alla 3ª armata, dove consiglia il generale Bulatov ed è in seguito capo divisione delle operazioni. Il 15 agosto, Vladimir Kappel' è nominato tenente colonnello ed assegnato al fronte Sud-Ovest.
La rivoluzione di febbraio colpisce duramente Kappel', monarchico convinto, poiché, al contrario di Aleksandr Kolčak, che è l'unico ammiraglio che la sostiene, lui vi vede un duro attacco alla Russia zarista. Per lui è necessario spingere il popolo ad esigere che la Russia sia nuovamente governata dai discendenti della dinastia che l'ha diretta per tre secoli. Il 2 agosto 1917, alla vigilia del discorso che dà inizio all'affare Kornilov, Kappel' diventa capo di stato maggiore delle armate del Sud-Ovest, ma viene subito denunciato come monarchico e il 2 ottobre 1917 dà le dimissioni. Kappel' lascia quindi il fronte e si ritira a Perm' dai suoi.

### Guerra civile russa

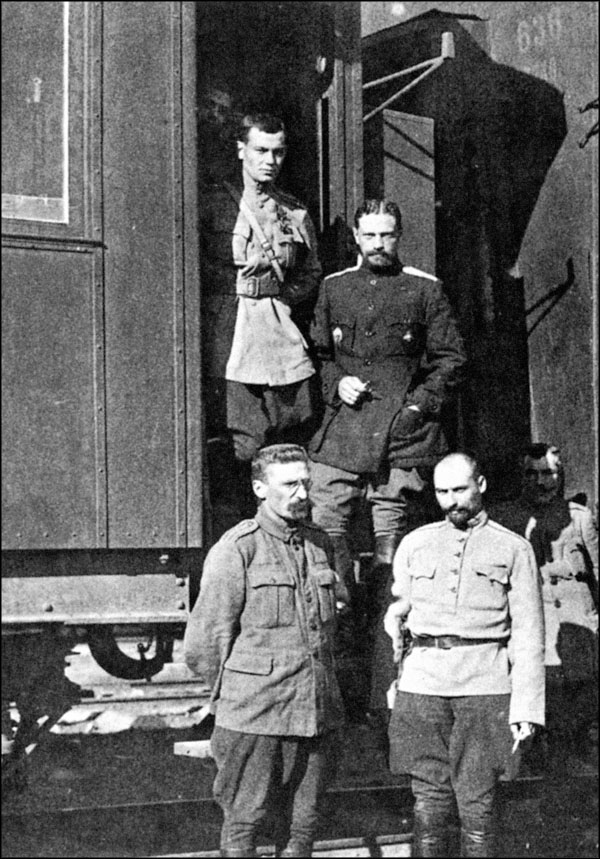
Kappel' e il personale del suo vagone, 1918.

Dopo la Rivoluzione d'ottobre, Kappel' viene poco sollecitato dai Bolscevichi: nella primavera 1918, lavora alla sede dell'autorità sovietica al distretto militare Volga a Samara, ma non partecipa a nessun'azione e non viene formato dai commissari politici. Dopo la presa della città dalla Legione cecoslovacca, durante la riunione del 9 o 10 giugno 1918 degli ufficiali di stato maggiore a Samara, Kappel' si porta volontario per guidare l'Armata popolare del Comitato dei membri dell'Assemblea costituente, incarico che ricoprirà da giugno 1918 a settembre.
Con lo scopo di punire coloro che considera traditori, per aver firmato il trattato di Brest-Litovsk mettendo fine all'impegno russo nella Prima guerra mondiale, Kappel' si impegna nella lotta contro i Bolscevichi. Il primo ordine da battaglia arriva l'11 giugno 1918: Kappel' deve accerchiare il nemico. Nonostante gli scarsi mezzi a disposizione e l'eterogenea armata, Kappel' stupisce per le numerose vittorie ottenute grazie alla sua conoscenza dell'impiego della cavalleria e la sua abilità nel soppesare le forze in campo. Le sue vittorie gli valgono il riconoscimento del suo valore sia da parte dei suoi superiori che degli avversari: il giornale bolscevico La stella rossa nel 1918 lo compara a Napoleone e una taglia di 5000 rubli viene offerta per la sua cattura o uccisione.
Durante l'estate 1918, Kappel' combatte con i volontari al fronte. Va in giro sempre armato e fornisce armi anche ai funzionari. Il suo atteggiamento modesto e la sua giovane età lo rendono uno dei generali bianchi più popolari. Il 17 luglio, l'armata russa avanza di 150 km in cinque giorni, contro forze superiori. Da Simbirsk, le operazioni dell'Armata popolare del Comitato dei membri si concentrano su Volsk, Inza e Alatyr' e le due rive del Volga fino al confluente della Kama. La Legione cecoslovacca e il tenente Sergej Wojciechowski prendono Ekaterinburg il 25 luglio, dove Nicola II di Russia è stato fucilato assieme alla sua famiglia una settimana prima.
A inizio agosto 1918, l'Armata popolare ha occupato un territorio che va da Syrzan a Zlatoust, ossia 750 miglia da ovest ad est, e 500 milia da nord a sud, cioè da Simbirsk a Volsk. Le città di Samara, Syzran, Simbirsk e Stavropol sono piazzate sotto il suo controllo. Al sud, lo squadrone di Samara, comandato dal tenente F.E. Machine, difende Chvalynsk e la periferia di Volsk. La presa di Simbirsk suscita la reazione di Mosca: Lev Trockij invia dei rinforzi, che accompagna personalmente nel bacino del Volga, avendo dichiarato "L'Unione Sovietica in pericolo". Le forze rosse convergono sul Fronte dell'Est: per riprendere Simbirsk e Samara, vengono spiegate l'armata di Michail Tuchačevskij, la divisione del Volsk (Volskaja), la divisione della 4ª armata. A Kazan', sotto gli ordini del comandante in capo del Fronte dell'Est Jukums Vatsetisa, la 5ª Armata sovietica viene inviata con i suoi autoblindo, aerei e treni blindati.

#### La presa di Kazan'

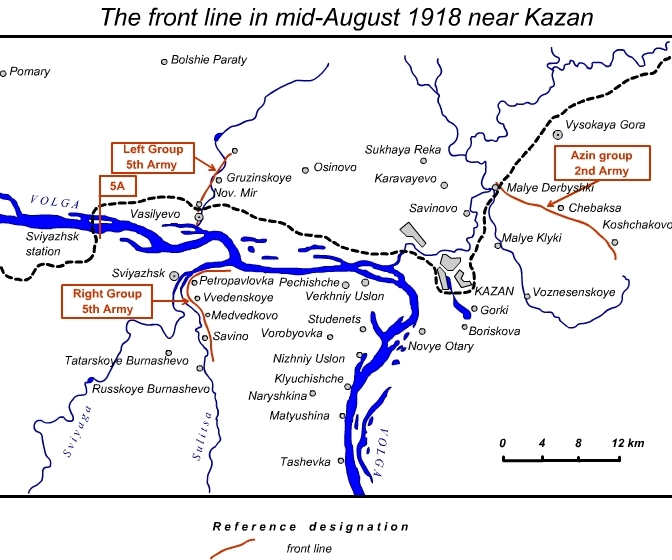
Linea del fronte a metà agosto 1918, nei pressi di Kazan'.

Lo stato maggiore bianco è diviso sugli obiettivi. I colonnelli Čeček, Galkin e Smith vogliono sfondare le linee nemiche a Saratov, la quale ha un'importanza strategica per l'Armata popolare. D'altra parte, i colonnelli Vladimir Kappel', Stepanov, Lebedeev e Fortunato vorrebbero attaccare nella direzione di Kazan'.
Il 1º agosto, la flottiglia dell'Armata popolare viene sconfitta a Simbirsk, al confluente della Kama. Il 5 agosto, Kazan' è presa dalle truppe sbarcate, ma Kappel', con tre unità, circonda la città arrivando da est, mentre la Legione cecoslovacca conduce la sua offensiva sulla città entrando dai moli.
A mezzogiorno del 6 agosto, Kappel' entra in città sorprendendo il nemico alle spalle. Malgrado la fuga di parte delle truppe bolsceviche, i volontari lettoni, tiratori scelti del 5º reggimento semigallo sovietico, tengono le loro postazioni respingendo gli attacchi bianchi. Quando i cechi li scacciano dalla stazione, i volontari lettoni si arrendono a Kappel': sarà l'unico caso di sconfitta dei volontari lettoni dell'Armata Rossa durante tutta la guerra civile.
Dopo due giorni di combattimenti, il 7 agosto, Kazan' viene occupata ed i bolscevichi sconfitti. Lenin in persona prende il comando del Fronte dell'Est, dato che il precedente comandante, Jukums Vācietis, è stato completamente incapace di raggiungere la vittoria a causa di mancanza di disciplina delle truppe e di abilità tattica dei comandanti.

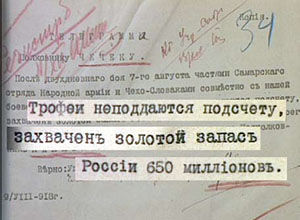
Telegramma di Vladimir Kappel' che ordina il trasferimento delle riserve d'oro russe.

Le truppe bianche hanno messo la mano su grandissime riserve di armi, munizioni, medicine e la metà delle riserve d'oro della Russia imperiale; si tratta di 650 milioni di rubli in monete d'oro, lingotti d'oro e di platino, gioielli e oggetti di valore sottratti ai capitalisti e ai nobili provenienti dalle riserve di Kazan'.
Kappel' ordina di trasferire tutte queste ricchezze lontano dalla città, verso zone più sicure.
Dopo la presa di Kazan', l'Armata popolare del Comitato dei membri dell'Assemblea costituente viene ristrutturata. Viene creato il Fronte del Volga, che raggruppa tutte le truppe russe e cecoslovacche, sotto il comando del colonnello S. Tchechek. Questo fronte è diviso in corpi d'armata e Kazan' viene assegnata al comando del colonnello Vladimir Kappel' con due divisioni. Kappel' diventa il comandante in capo del 1º corpo d'armata del Volga. Va a visitare i suoi uomini in treno e viene accolto con entusiasmo: le sue truppe sono ormai "i figli del padre Kappel".
Kappel', assieme a Galkin, Lebedev e appoggiati dal generale Denikin, mirano ad occupare Nižnij Novgorod per poi marciare su Mosca e ricongiungersi con le truppe anglo-francesi. Sperano in sollevamenti popolari spontanei contro il governo sovietico da parte degli operai della fabbrica Sormovo n.112 a Nižnij Novgorod. Ma il Comitato dei membri dell'Assemblea costituente ed i cecoslovacchi preferiscono consolidare i territori già occupati prima di lanciarsi in altre imprese, tanto più che l'apporto di volontari è stato debole, nonostante i numerosi appelli. Così, a fine agosto, il governo e la maggioranza dello Stato maggiore boccia gli audaci piani di Kappel'.

#### La controffensiva sovietica
Nel frattempo si preparava una seconda offensiva sovietica su Kazan'. Il presidente del Consiglio militare supremo della Repubblica sovietica e lo stesso Trockij avevano messo in moto misure estreme per ristabilire disciplina nei ranghi. Poco dopo, la 5ª Armata sovietica sul Volga riceveva numerosi rinforzi.
Il 7 settembre, il fianco destro del gruppo della 5ª Armata, con il sostegno della flotta comandata da Fëdor Raskol'nikov, raggiunse la riva del Volga e circondò Kazan' su tre lati sotto il comando di Oslan Hill. Sul fianco sinistro, viene raggiunta la foce del fiume Kazanka. Quello stesso giorno il gruppo della 2ª Armata sotto Woldemar Azin prende Kinderle e Klyki, villaggi a est di Kazan'. Il 9 settembre, marinai e fanti da sbarco sotto il comando di Nikolaj Markin formarono una "testa di ponte" su una spiaggia ad ovest della città: la presenza della flotta del Baltico lungo il Volga si rivela ancora una volta cruciale, allorquando da Samara non arrivano rinforzi per mancanza di riserve. Il 10 settembre, chiusa in una morsa da tre direzioni, Kazan' cade sotto il controllo bolscevico. La maggior parte dei soldati bianchi era fuggita su barche a vela lungo il Volga.
Prima dell'operazione sovietica a Kazan', Kappel' è corso a Simbirsk, dove partecipa ad una sanguinosa battaglia dal 14 al 17 agosto, al termine della quale è forzato a ripiegare col suo stato maggiore a Inza, a 80 km all'ovest di Simbirsk. Viene quindi richiamato nella regione di Kazan' il 25 agosto. La brigata di Kappel' è costituita, in quel momento, da due reggimenti di fanteria, uno squadrone di cavalleria e da tre batterie d'artiglieria, per un totale di circa 2000 soldati e 10-12 cannoni.
A Svijažsk, nei sobborghi di Kazan', Kappel' è inizialmente vittorioso. Il 28 agosto, parte del suo gruppo d'assalto prende alla sprovvista il quartier generale della 5ª Armata, mentre attacca la stazione in una manovra accerchiante notturna. Lo scontro a fuoco si prolunga per 8 ore, quando l'artiglieria navale minaccia il fianco sinistro della brigata e Kappel' si vede costretto ad abbandonare la riconquista di Svijažsk. Parte delle truppe di Kappel' viene rispedita allora a Simbirsk, dove la situazione si è fortemente degradata.
La sconfitta delle truppe bianche a nord ha tremende ripercussioni su tutti i fronti. Kappel', che protegge la linea fra Ufa e Bugul'ma, deve proteggere la ritirata del colonnello Stepanov da Kazan'. Le condizioni meteorologiche sono pessime, mancano viveri e la Legione cecoslovacca si è ritirata. Nonostante ciò, Kappel' riesce a stabilire una linea difensiva sulla riva sinistra del Volga, di fronte a Simbirsk. Il 3 octobre 1918, però, il resto delle truppe di Kappel' deve combattere davanti a Simbirsk, costretto poi ad indietreggiare fino ad Ufa.
A questo stadio, Kappel' dispone di 4460 fanti, 711 cavalieri, 140 mitragliatrici, 24 cannoni e qualche autoblindo e sono soverchiati dalle truppe sovietiche, dieci volte più numerose.

#### La ritirata in Siberia

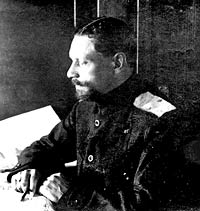
Kappel', estate 1919.

Alla primavera del 1919, il nuovo capo supremo della Russia e di tutte le armate bianche, Aleksandr Kolčak, crea il corpo del Volga, che diventerà famoso. Questi battaglioni di élite si spiegano attorno alla città di Kurgan. La spina dorsale di quest'armata è composta dai vincitori della battaglia dell'agosto 1918.
Nel mese di aprile 1919, l'obiettivo di Kolčak è Mosca, le truppe bianche sono avanzate a soli 600 km dalla capitale. Durante questa offensiva, il colonnello Vladimir Kappel' si mette in mostra. Kolčak dichiara a suo riguardo: "Quando ho incontrato Kappel', a febbraio o marzo, quando le sue unità erano state ritirate dalla riserva, è venuto da me, ho conversato con lui su gran parte dei problemi ed ho capito che era uno dei miei giovani ufficiali più promettenti".
Durante l'estate 1919, l'offensiva dell'Armata Rossa viene contenuta a costo di numerose perdite. Durante la ritirata, Kappel' fa subire ai bolscevichi una serie di sconfitte tattiche, in particolare sugli Urali e sulla Belaja. Riesce così a ripiegare in Siberia. Il 12 settembre 1919, per i suoi successi, Kappel' viene promosso tenente-generale e riceve l'Ordine Imperiale di San Giorgio.
È nel mese di novembre che Kappel' viene nominato comandante della 3ª Armata, composta principalmente da prigionieri dell'Armata Rossa senza una formazione sufficiente: sono pronti a disertare alla prima occasione. Malgrado questa grave situazione disciplinare e il freddo eccezionale, che raggiunge 50 gradi sotto lo zero in quest'inverno siberiano del 1919, Kappel' continua la lotta lungo la linea della ferrovia Transiberiana. Il generale Kappel' registra, malgrado ciò, altre vittorie, tanto che Dominique Venner le descrive come  dei miracoli durante la spaventosa ritirata in inverno lungo il Transiberiano.

### La Grande marcia nel ghiaccio siberiano
Il 27 dicembre Kappel' riceve l'ultimo ordine da Kolčak: ritirarsi verso est, salvando quanti più uomini possibili ed evitando i centri abitati. Dopo il crollo del governo dell'ammiraglio Kolčak, Kappel' ed i suoi uomini intraprendono quindi una marcia invernale attraverso la Siberia verso Čita, la Grande marcia nel ghiaccio siberiano, durante la quale freddo e gelo mietono innumerevoli vite fra i soldati e le loro famiglie che li accompagnavano. Durante la ritirata da Krasnojarsk, a inizio 1920, l'armata di Kappel' è attaccata dai rivoltosi a Novosibirsk, che pretendono che gli si consegni il generale. Dopo violenti scontri, Kappel' riesce a ripiegare con le sue truppe.
Al fine di liberare Kolčak, fatto prigioniero il 15 gennaio 1920, Vladimir Kappel' ed il suo secondo Sergej Wojciechowski si lanciano nell'impresa di liberare l'ammiraglio con le poche truppe loro rimaste. Tentando la rischiosa attraversata del fiume Kan, il cui ghiaccio è molto sottile in inverno a causa delle sorgenti d'acqua calda, il cavallo di Kappel' cade nelle acque ghiacciate. I suoi riescono ad estrarlo dal fiume, ma le sue gambe sono irrimediabilmente gelate: gli vengono amputati il piede sinistro e le dita della mano destra con un coltello. A seguito di questa caduta in acqua si ammala inoltre di polmonite.
Lui e i suoi uomini avanzano comunque a marce forzate verso Irkutsk e prendono Nižneudinsk il 20 gennaio. Kappel', malato, rifiuta la proposta di venire ricoverato in un'infermeria ceca, ritenendo i cecoslovacchi dei traditori che hanno pugnalato alle spalle Kolčak. Il 21 gennaio, sentendosi incapace di mantenere il suo ruolo alla testa dell'armata, cede il comando a Wojciechowski. Sentendo la fine vicina, Kappel' fa spedire la fede a sua moglie, assieme ad una delle croci dell'Ordine di San Giorgio. Morirà il 26 gennaio, dopo aver continuato la marcia alla testa delle sue truppe, legato al proprio cavallo per non cadere. Kolčak viene fucilato il 7 febbraio a Irkutsk.

## Il lascito di Kappel'
Negli ultimi giorni di vita, Kappel' detta un appello ai contadini siberiani:
Il suo secondo, Wojciechowski, tenterà di portare a termine la missione di Kappel' per salvare l'ammiraglio Kolčak. Dopo la morte del generale, guiderà le sfinite truppe ad un ritmo infernale verso Irkutsk. Il 5 febbraio arriva alle porte della città, ma le truppe cecoslovacche gli bloccano la strada e non potrà impedire la fucilazione dell'ammiraglio e del primo ministro Viktor Pepeljaev, decisa dalla Commissione straordinaria d'inchiesta.

### Nemico del popolo e successiva riabilitazione
La figura di Vladimir Kappel' è stata aspramente criticata all'epoca dell'URSS, tant'è che era considerato nemico del popolo, al pari dell'ammiraglio Kolčak.
Il suo corpo non fu seppellito immediatamente per evitare che la tomba venisse profana dai bolscevichi. La salma viene trasportata per più di un mese verso la Čita dagli ultimi elementi del suo esercito. Kappel' viene prima seppellito nella cattedrale di Sant'Alessandro Nevskij e poi trasferito in un convento a Čita e, con l'avvicinarsi dell'Armata Rossa, seppellito di nuovo nell'autunno 1920 lungo il muro della chiesa di Iversk ad Harbin.
La sua tomba fu profanata dai maoisti, ma dalla fine del regime comunista in Russia, è stato riabilitato. I suoi resti sono stati rinvenuti nel 2006 e trasferiti dalla Cina in Russia dopo quattro anni di negoziati. Ora i suoi resti riposano nel cimitero di Don, presso Lubyanka.